# ريان فيليب (لاعب كرة قدم)
ريان فيليب (بالفرنسية: Rayan Philippe)‏ هو لاعب كرة قدم فرنسي في مركز الهجوم، ولد في 23 أكتوبر 2000 في نيس في فرنسا. لعب مع نادي ديجون.

## وصلات خارجية
- ريان فيليب على موقع رابطة كرة القدم الفرنسية للمحترفين (الإنجليزية)
- ريان فيليب على موقع قاعدة بيانات كرة القدم.إي يو (الإنجليزية)
- ريان فيليب على موقع ليكيب (الفرنسية)
- ريان فيليب على موقع Soccerway.com (الإنجليزية)
- ريان فيليب على موقع عالم كرة القدم.نت (الإنجليزية)